# Arbach (Schwäbische Rezat)
Der Arbach ist ein etwas unter 7 Kilometer langer, rechter Zufluss der Schwäbischen Rezat bei Pleinfeld im mittelfränkischen Landkreis Weißenburg-Gunzenhausen.

## Geographie

### Verlauf
Der Arbach entspringt auf einer Höhe von 462 m ü. NHN am südwestlichen Ortsausgang von Walting am letzten Haus an der Straße nach Höttingen-Reisach, fließt bald und lange westsüdwestwärts und speist nach schneller Eintiefung seines schmalen Tales 0,7 km weiter bachabwärts den Bachweiher. Nachdem er Pleinfeld-Kemnathen auf der rechten Hangschulter passiert hat, fließt von Osten her aus einem bei Reisach beginnenden Nebental ein erster linker Nebenbach zu. Weiter abwärts läuft der Arbach auf etwas über einem halben Kilometer in einer in den Talgrund eingerissenen Geländefurche. In diesem Bereich mündet von Südwesten her das Tal des Winkelbachs zu, der nahe bei Höttingen-Göppersdorf beginnt und zuletzt drei Teiche gespeist hat, sowie von der anderen Seite in der Gegenrichtung der kürzere Arbachgraben aus einer steil abfallenden Waldklinge.
Nach diesem Bachabschnitt hat der Arbach im inzwischen walderfüllten Tal unter der Waldflur Totenleite am linken Hang seinen südlichsten Punkt erreicht und wendet sich nun langsam auf Nordwestlauf. Am wenig später folgenden Zufluss eines weiteren Waldklingenbachs aus dem Gewann Teufelsbackofen passiert er eine Keltische Viereckschanze am linken Ufer. Während der rechte Hang länger bewaldet bleibt und den Talgrund um über 80 Höhenmeter überragt, endet dort die links begleitende Waldhöhe und das nun nurmehr etwa 20 Meter über diesem liegende Terrain ist dort offen und teilweise mit einem Gewerbegebiet von Pleinfeld überbaut. Nachdem ein letzter Hangklingenbach von rechts von Kleinweingarten auf dem Weingartner Berg (467 m ü. NHN) zugeflossen ist, fällt auch rechtsseits das Gelände zur Hochterrasse des Rezattales ab. Der Arbach unterquert die Trasse der B 2, fließt nun etwas mehr westwärts in die Siedlungskontur von Pleinfeld ein, wird von einer kleinen Furt gekreuzt, unterquert die Nürnberger Straße und mündet dann wenig abwärts der Nepomukbrücke der Brückenstraße auf etwa 372 m ü. NHN von rechts in die Schwäbische Rezat.

### Zuflüsse
Liste der Zuflüsse von der Quelle zur Mündung. Mit Gewässerlänge, Einzugsgebiet und Höhe. Andere Quellen für die Angaben sind vermerkt.
- (Bach von Reisach her), von links und Osten auf etwa 407 m ü. NHN zu Füßen von Pleinfeld-Kemnathen über dem Gegenhang, ca. 1,0 km und ca. 0,7 km². Entspringt auf etwa 444 m ü. NHN am Südwestrand von Höttingen-Reisach.
- Winkelbach, von links und Südosten auf etwa 398 m ü. NHN nordwestlich unter Höttingen-Göppersdorf, ca. 1,2 km und ca. 1,4 km². Der linke Namensast entspringt auf etwa 434 m ü. NHN etwas östlich von Göppersdorf.
- Arbachgraben, von rechts und Nordwesten auf etwa 396 m ü. NHN wenig abwärts des vorigen, ca. 0,6 km und ca. 0,3 km². Entspringt auf etwa 451 m ü. NHN am südsüdöstlich von Pleinfeld-Kleinweingarten an der Hangschulter zur offenen Hochebene.
- (Bach aus dem Teufelsbackofen), von links und Südsüdosten auf etwa 390 m ü. NHN an der Laufwende bei der keltischen Viereckschanze, ca. 0,7 km und ca. 0,3 km². Entspringt auf etwa 459 m ü. NHN auf der Hangschulter im Wald neben der in sein Tal ziehenden St 2222.
- (Bach am Weingartner Berg), von rechts und Ostnordosten auf etwa 380 m ü. NHN an einem Steg über den Arbach, ca. 0,7 km und ca. 0,3 km². Entspringt auf etwa 455 m ü. NHN am Ortsrand von Kleinweingarten neben der Kreisstraße WUG 16.
- → (Abgang des Flurgrabens), nach rechts auf etwa 373 m ü. NHN wenige Schritte vor der Mündung, ca. 1,0 km. Der schnurgerade neben einem Wirtschaftsweg laufende Auengraben mündet auf etwa 369 m ü. NHN weiter abwärts gegenüber der Reichertsmühle von rechts in die Schwäbische Rezat.

### Arbachtal
Der Arbach durchfließt ein nach ihm benanntes kleines Seitental des Rezattals, durch das der Wanderweg Der Seenländer führt.

## Karte
- Topographische Karte Bayern Nord 1:10000